# کلم پایک‌دار

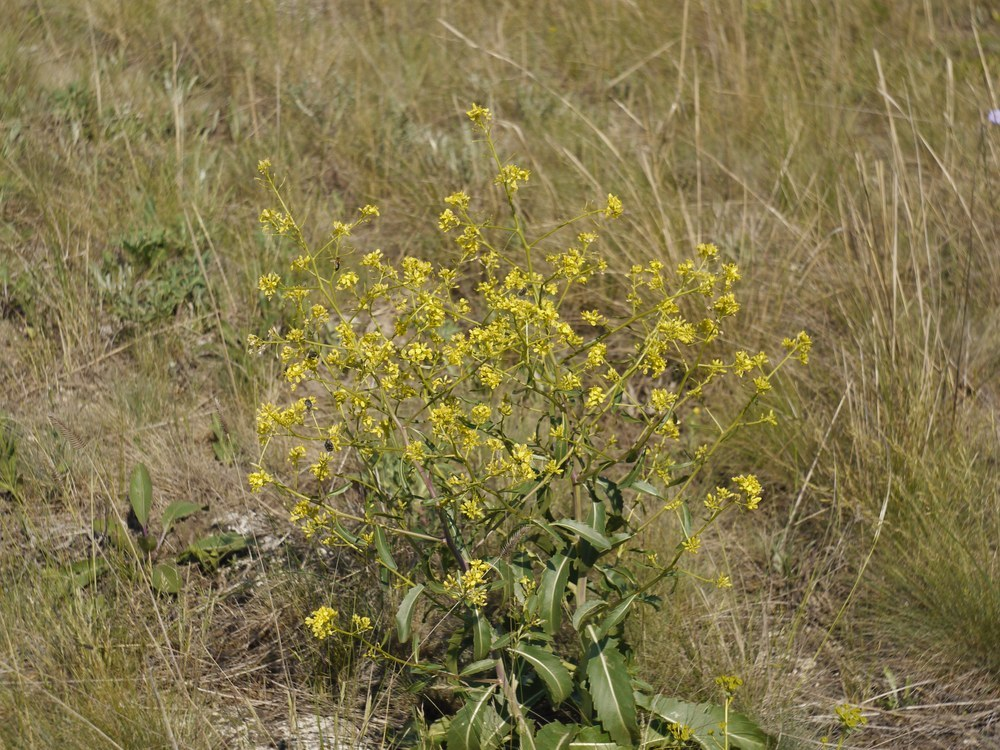
کلم پایک‌دار

کَلَم پایک‌دار (نام علمی: Brassica elongata) نام یک گونه از سرده کلم‌ها است.